# Urugwaj na Letnich Igrzyskach Paraolimpijskich 2012
Urugwaj na Letnich Igrzyskach Paraolimpijskich 2012 w Londynie reprezentował 1 zawodnik.
Dla reprezentacji Urugwaju był to szósty start w igrzyskach paraolimpijskich (poprzednio w 1992, 1996, 2000, 2004, oraz 2008 roku). 

## Kadra

### Pływanie
Mężczyźni
| Zawodnik      | Konkurencja              | Kwalifikacje | Kwalifikacje | Finał                  | Finał                  |
| Zawodnik      | Konkurencja              | Czas         | Poz.         | Czas                   | Poz.                   |
| ------------- | ------------------------ | ------------ | ------------ | ---------------------- | ---------------------- |
| Gonzalo Dutra | 100m st. grzbietowym S10 | 1:11.42      | 17           | Nie zakwalifikował się | Nie zakwalifikował się |
| Gonzalo Dutra | 100m st. motylkowym S10  | 1:18.01      | 22           | Nie zakwalifikował się | Nie zakwalifikował się |